# Monesa
Monesa é um bash shell script para monitoração de equipamentos de rede. Usa o protocolo ICMP, foi inicialmente desenvolvido para Linux e também roda em sistemas que seguem o POSIX. Elias de Souza Andrade iniciou o projeto em 2002, que tornou-se melhor a partir da colaboração de outros desenvolvedores, incluindo Claudio Rafael da Silva, do qual o portou para o Sun/Solaris e adicionou muitas funcionalidades ao mesmo. 

## Etimologia
- "Mon" vem de "Monitoração", e "esa" são as iniciais do nome do autor do projeto. O símbolo da aranha refere-se aos 3 sistemas operacionais que rodaram o script (Linux, FreeBSD, e Sun/Solaris.

- Monesa também é um nome feminino.